# (213) Lilaea
(213) Lilaea ist ein Asteroid des mittleren Hauptgürtels, der am 16. Februar 1880 vom deutsch-US-amerikanischen Astronomen Christian Heinrich Friedrich Peters am Litchfield Observatory in New York entdeckt wurde.
Der Asteroid wurde benannt nach Lilaia, einer der Najaden der griechischen Mythologie. Die Najaden sind Wassernymphen, weibliche Wesen, denen ein sehr langes Leben beschert ist, die aber dennoch sterblich sind. Die Najaden verkörpern die Göttlichkeit der Quelle oder des Bachs, in dem sie leben.

## Wissenschaftliche Auswertung
Aus Ergebnissen der IRAS Minor Planet Survey (IMPS) wurden 1992 erstmals Angaben zu Durchmesser und Albedo für zahlreiche Asteroiden abgeleitet, darunter auch (213) Lilaea, für die damals Werte von 83,0 km bzw. 0,09 erhalten wurden. Eine Auswertung von Beobachtungen durch das Projekt NEOWISE im nahen Infrarot führte 2012 zu vorläufigen Werten für den Durchmesser und die Albedo im sichtbaren Bereich von 82,1 km bzw. 0,09. Nach der Reaktivierung von NEOWISE im Jahr 2013 und Registrierung neuer Daten wurden die Werte 2016 angegeben mit 81,4 km bzw. 0,07, diese Angaben beinhalten aber hohe Unsicherheiten.
Photometrische Beobachtungen des Asteroiden erfolgten erstmals vom 14. bis 16. Juni 1986 an der Anderson Mesa Station des Lowell-Observatoriums in Arizona. Aus der gemessenen Lichtkurve konnte eine Rotationsperiode von 7,85 h abgeleitet werden. Eine weitere Messung erfolgte vom 24. bis 26. Juli 1986 am La-Silla-Observatorium in Chile. Daraus wurde eine Rotationsperiode von  8,045 h bestimmt.
Bei Asteroiden mit Rotationsperioden von ungefähr einem halben oder ganzzahligen Erdtag kann an einem Observatorium oft nur eine unvollständige Lichtkurve aufgenommen werden, da in jeder Nacht immer wieder derselbe Abschnitt der Lichtkurve erfasst wird. Vom 5. April bis 11. Mai 2017 erfolgten daher koordinierte Beobachtungen des Asteroiden am Organ Mesa Observatory in New Mexico, am Balzaretto-Observatorium in Italien und am Phillips Academy Observatory in Massachusetts. Daraus konnte eine detaillierte Lichtkurve und ein Wert von 12,042 h für die Rotationsperiode bestimmt werden. Ein Wert im Bereich von 8 Stunden wurde dagegen definitiv ausgeschlossen.
Aus archivierten Daten des Asteroid Terrestrial-impact Last Alert System (ATLAS) aus dem Zeitraum 2015 bis 2018 konnte in einer Untersuchung von 2022 mit der Methode der konvexen Inversion eine Rotationsperiode von 12,0396 h berechnet werden. Im Jahr 2023 wurde aus photometrischen Messungen von Gaia DR3 ein dreidimensionales Gestaltmodell des Asteroiden für eine Rotationsachse mit prograder Rotation und einer Periode von 12,0395 h berechnet.